# Кокжиринський сільський округ
Кокжири́нський сільський округ (каз. Көкжыра ауылдық округі, рос. Кокжиринский сельский округ) — адміністративна одиниця у складі Аксуатського району Абайської області Казахстану. Адміністративний центр — село Кокжира.
Населення — 2143 особи (2021; 2410 у 2009, 3000 у 1999, 3442 у 1989).
Станом на 1989 рік існувала Кокжиренська сільська рада (села Базарка, Кизбай, Кокжира, Мешел, Мурсалім, Серіктес) колишнього Аксуатського району Семипалатинської області. Село Мешел було ліквідовано 2008 року, село Кизбай — 2024 року.

## Склад
До складу округу входять такі населені пункти:
| Населений пункт | Старі назви | Населення, осіб (1989) | Населення, осіб (1999) | Населення, осіб (2009) | Населення, осіб (2021) |
| --------------- | ----------- | ---------------------- | ---------------------- | ---------------------- | ---------------------- |
| Базарга, село   | Базарка     | 211                    | 117                    | 70                     | 22                     |
| Кизбай, село    | -           | 179                    | 115                    | 233                    | 4                      |
| --Піма, село    | -           | -                      | -                      | 10                     | 1                      |
| Кокжира, село   | -           | 2413                   | 2296                   | 1796                   | 2005                   |
| Мешел, село     | -           | 146                    | 89                     | -                      | -                      |
| Мурсалім, село  | -           | 162                    | 97                     | 96                     | 7                      |
| Серіктес, село  | -           | 331                    | 286                    | 205                    | 104                    |